# Josseline Gaël
Josseline Gaël (París, 4 de febrero de 1917-Saint-Michel, 10 de agosto de 1995) fue una actriz teatral y cinematográfica de nacionalidad francesa. 
Nacida en París, Francia, su nombre verdadero era Jeannine Augustine Jeanne Blanleuil. 
Gaël falleció en Saint-Michel, Francia. Había estado casada con el actor Jules Berry, con el que tuvo una hija.

## Filmografía
| - 1924 : Le Stigmate, de Maurice Champreux y Louis Feuillade - 1926 : Simone, de Émile-Bernard Donatien - 1930 : Une femme a menti, de Charles de Rochefort - 1930 : L'Amour chante, de Robert Florey - 1930 : Les Amours de minuit, de Augusto Genina y Marc Allégret - 1930 : Mitternachtsliebe, de Carl Froelich - 1931 : Tout ça ne vaut pas l'amour, de Jacques Tourneur - 1931 : Baleydier, de Jean Mamy - 1931 : Cœurs joyeux, de Hanns Schwarz y Max de Vaucorbeil - 1931 : Le Monsieur de minuit, de Harry Lachman - 1931 : Pour un sou d'amour, de Jean Grémillon - 1932 : Monsieur de Pourceaugnac, de Gaston Ravel y Tony Lekain - 1933 : L'Abbé Constantin, de Jean-Paul Paulin - 1933 : Tambour battant, de André Beucler y Arthur Robison - 1934 : Les Misérables, de Raymond Bernard - 1934 : Le Bossu, de René Sti - 1934 : Un homme en or, de Jean Dréville - 1934 : Les Hommes de la côte, de André Pellenc - 1934 : Le Monde où l'on s'ennuie, de Jean de Marguenat - 1935 : L'Enfant du Danube, de Károly Lajthay y André Alexandre - 1935 : Jeunes filles à marier, de Jean Vallée - 1935 : Monsieur Sans-Gêne, de Karl Anton - 1935 : Pluie d'or, de Willy Rozier - 1936 : La Madone de l'Atlantique, de Pierre Weill | - 1936 : Monsieur Personne, de Christian-Jaque - 1936 : Puits en flammes, de Victor Tourjansky - 1937 : Un déjeuner de soleil, de Marcel Cravenne - 1937 : Les Deux Combinards, de Jacques Houssin - 1937 : Ma petite marquise, de Robert Péguy - 1937 : Le Plus Beau Gosse de France, de René Pujol - 1937 : Un scandale aux galeries, de René Sti - 1938 : Barnabé, de Alexander Esway - 1938 : Les Femmes collantes, de Pierre Caron - 1938 : Grand-Père, de Robert Péguy - 1938 : Le Monsieur de cinq heures, de Pierre Caron - 1938 : Remontons les Champs-Élysées, de Sacha Guitry - 1938 : Son oncle de Normandie, de Jean Dréville - 1939 : Face au destin, de Henri Fescourt - 1940 : L'An 40, de Fernand Rivers - 1940 : Chambre 13, de André Hugon - 1941 : Un chapeau de paille d'Italie, de Maurice Cammage - 1941 : Une vie de chien, de Maurice Cammage - 1941 : La Neige sur les pas, de André Berthomieu - 1942 : La Main du diable, de Maurice Tourneur - 1943 : Coup de tête, de René Le Hénaff - 1943 : L'Île d'amour, de Maurice Cam - 1943 : Le Soleil de minuit, de Bernard Roland - 1943 : T'amero sempre, de Mario Camerini |

## Teatro
- 1929 : L'Escalier de service, de Georges Oltramare, Teatro Michel
- 1938 : Le Comédien, de Sacha Guitry, Teatro de la Madeleine
- 1940 : Banco, de Alfred Savoir, Teatro Marigny
- 1950 : Cabrioles, de Roger Ferdinand, Teatro Édouard VII
- 1951 : Ce monde n'est pas fait pour les anges, de Pascal Bastia, Teatro Édouard VII